# Pheidole argentina
Pheidole argentina é uma espécie de insecto da família Formicidae.
É endémica da Argentina.